# Chabottes
Chabottes (in occitano: Chabòtas) è un comune francese situato nel dipartimento delle Alte Alpi nella regione della Provenza-Alpi-Costa Azzurra.
Si trova all'interno del parco nazionale degli Écrins.

## Società

### Evoluzione demografica
Abitanti censiti